# Buy (album)
| Đánh giá chuyên môn | Đánh giá chuyên môn |
| Nguồn đánh giá      | Nguồn đánh giá      |
| Nguồn               | Đánh giá            |
| ------------------- | ------------------- |
| All About Jazz      | tích cực            |
| AllMusic            | [ 1 ]               |
| Robert Christgau    | B+                  |

Buy là album phòng thu đầu tay của ban nhạc no wave James Chance and the Contortions, được phát hành năm 1979 qua ZE Records.

## Tiếp nhận đánh giá
Trevor MacLaren của All About Jazz viết: "Qua sự giận dữ và công kích, Chance đã làm một album nghe không giống bất cứ thứ gì cả trước và sau đó," một tả "một đĩa nhạc hay có sự nguyên bản và sắc bén từ khi được phát hành." Dean McFarlane của Allmusic cho rằng: "Sự kết hợp giữa thổi sax free jazz và nhạc funk rung động mang The Contortions lên một đẳng cấp so với bốn track mà ban nhạc đóng góp cho No New York."

## Danh sách bài hát
Tất cả các ca khúc được viết bởi James Chance.
| STT | Nhan đề                    | Thời lượng |
| --- | -------------------------- | ---------- |
| 1.  | "Design to Kill"           | 2:48       |
| 2.  | "My Infatuation"           | 2:21       |
| 3.  | "I Don't Want to Be Happy" | 3:23       |
| 4.  | "Anesthetic"               | 3:54       |
| 5.  | "Contort Yourself"         | 4:25       |
| 6.  | "Throw Me Away"            | 2:45       |
| 7.  | "Roving Eye"               | 3:10       |
| 8.  | "Twice Removed"            | 3:05       |
| 9.  | "Bedroom Athlete"          | 4:17       |

| Track tặng kèm thu âm tại CBGB, mùa xuân 1978 | Track tặng kèm thu âm tại CBGB, mùa xuân 1978 | Track tặng kèm thu âm tại CBGB, mùa xuân 1978 | Track tặng kèm thu âm tại CBGB, mùa xuân 1978 |
| STT                                           | Nhan đề                                       | Sáng tác                                      | Thời lượng                                    |
| --------------------------------------------- | --------------------------------------------- | --------------------------------------------- | --------------------------------------------- |
| 10.                                           | "Throw Me Away" (Live)                        |                                               | 3:04                                          |
| 11.                                           | "Twice Removed" (Live)                        |                                               | 3:12                                          |
| 12.                                           | "Jailhouse Rock" (Live)                       | Jerry Leiber, Mike Stoller                    | 3:23                                          |

## Thành phần tham gia
- James Chance - hát, alto saxophone, keyboard
- David Hofstra - bass
- Don Christensen - trống
- Jody Harris - guitar
- Pat Place - slide guitar
- George Scott III - bass (track 10 tới 12)
- Adele Bertei - organ (acetone) (track 10 tới 12)